# Edmund Horace Fellowes
Edmund Horace Fellowes (Paddington, Londres, 11 de novembre de 1870 - Windsor, Anglaterra, 21 de desembre de 1951) fou un músic, musicòleg, editor, bibliotecari i prevere anglès.
Format al Winchester College, i a l'Oriel College de la Universitat d'Oxford, en aquest darrer es formà també musicalment. Fellowes va decidir emprendre una educació convencional i seguir una carrera a l'Església Anglicana. Va estudiar a l'Oriel College d'Oxford, on entrà en contacte amb els estudis de teologia, i això el portà a estudiar i graduar-se en teologia el 1892, per esdevenir capellà, essent ordenat diaca el 1894, i sacerdot el 1895. No obstant això, va continuar mantenint el seu interès per la música, i es va convertir en un intèrpret de gran talent. El 1896 va obtenir la llicenciatura en Música per la Universitat d'Oxford, abans d'assumir el càrrec de Precentor de la Catedral de Bristol el 1897. També va esdevenir mestre de cor. Va servir com a canonge menor de Windsor durant més de cinquanta anys, des de 1900 fins a la seva mort el 1951, l'únic canonge menor que havia servit en aquest càrrec amb cinc sobirans. Devot anglicà i defensor de la música tradicional de l'església, va ser més conegut fora de Windsor com un eminent musicòleg que va defensar el renaixement de la música anglesa dels segles XVI i XVII. Fou bibliotecari honorari de St. Michaels College a Tenbury Wells entre els anys 1918 i 1948, on dugué a terme l'arranjament i la catalogació de l'extens material imprès i manuscrit. Centrà el seu interès en la música anglesa antiga, sobre la qual feu conferències en diverses universitats. La seva contribució més important fou l'edició de música anglesa del període comprès entre el 1545 i el 1640, així com els escrits i enregistraments amb què ho acompanyà, unificant, d'aquesta manera, els coneixements teòrics amb la pràctica musical. treball com a musicòleg que es recordarà millor a Edmund Fellowes.
Edmund Horace Fellowes fou nomenat doctor honoris causa en música tant per la Universitat d'Oxford (1939) com per la Universitat de Cambridge (1950).

## Edicions[2]
- The English Madrigal School [EMS], 1–36 (1913–24, rev. 2/1956-88 per T. Dart i altres, com The English Madrigalists [EM])
- The English School of Lutenist Song Writers [ESLS], i-xxxii, in 2 ser. (1920–32, part rev. 2/1959–66 per T. Dart com The English Lute-Songs [EL], rev. 3/1959–69 amb vols. adic.)
- Ramsbotham and S.T. Warner: Tudor Church Music, amb P.C. Buck, A. [TCM], 1–10 (1922–9, appx 1948/R de Fellowes alone)
- The Collected Works of William Byrd, 1–20 (1937–50, rev. 2/1962–71, per T. Dart, P. Brett i K. Elliott)

## Publicacions[2]
- ‘John Wilbye’, PMA, n. 41, p. 55-86 (1914-15)
- ‘Thomas Weelkes', PMA, n. 42, p. 117-43 (1915-16),
- English Madrigal Verse, 1588-1632 (1920, 3a. ed. ampliada 1967 per F.W. Sternfeld i D. Greer)
- The English Madrigal Composers (1921, 2a. ed. 1948/R)
- William Byrd: a Short Account of his Life and Work (1923, 2a. ed. 1928)
- The English Madrigal School: a Guide to its Practical Use (1924)
- Orlando Gibbons: a Short Account of his Life and Work (1925, 2a. ed.1951/R)
- The English Madrigal (1925/R)
- ‘The Text of the Song-Books of Robert Jones', ML, n. 8, 25-37 (1927)
- ‘The Songs of Dowland’, PMA, n. 56, p. 1-26 (1929-30)
- ‘The Philidor Manuscripts, Paris, Versailles, Tenbury’, ML, n. 12, 116-29 (1931)
- The Catalogue of Manuscripts in the Library of St. Michael's College, Tenbury (1934, 2a. ed. rev. 1981 de W. Shaw)
- William Byrd (1936, 2a. ed. 1948/R)
- Organists and Masters of the Choristers of St. George's Chapel in Windsor Castle (1939) (2/1979 amb 'addenda' de M.F. Bond) [incl. 4 monografies històriques de St George's Chapel]
- English Cathedral Music from Edward VI to Edward VII (1941, rev. 5/1969/R by J. Westrup) amb E. Pine: The Tenbury Letters (1942)
- Memoirs of an Amateur Musician (1946)
- ‘My Ladye Nevells Booke’, ML, n. 30, p. 1-7 (1949)